# Korela (Kotka)
Pour les articles homonymes, voir Korela.
Korela est un quartier de l'ouest de Kotka en Finlande.

## Présentation
Korela est un quartier de Kotka, situé dans la partie nord de île Hovinsaari. 
Korela est bordé à l'ouest par le bras Langinkoskenhaara du fleuve Kymijoki jusqu'au quartier de Lankila.
Korela est bordé au nord par la route nationale 7 jusqu'au quartier de Kyminlinna.
Korela est limité à l'est par la rue Hyväntuulentie jusqu'au quartier de Jylppy et au sud par la rue Keisarinmajantie jusqu'au quartier de Metsola.
Korela est en grande partie une zone de maisons individuelles. 
Les immeubles d'appartements se trouvent principalement dans la zone Koskisope de Kotka gérée par Opiskelija-asunnot Oy. 
Korela abrite les jardins familiaux de Korela, le magasin Motonet, la quincaillerie Stark et le K-Market Korela.

## Transports
Le quartier de Korela est desservi par les lignes de bus suivantes :
- 1 Kotka-Hamina
- 7 Norskankatu-Korkeakoski-Karhula